# Federico di Wied
Federico, Principe di Wied (tedesco: Friedrich Wilhelm Karl Hermann Otto Fürst von Wied; Neuwied, 27 giugno 1872 – Neuwied, 18 giugno 1945), è stato un nobile tedesco ed il maggiore dei figli di Guglielmo, Principe di Wied. Fu anche fratello di Guglielmo, Principe di Albania.

## Biografia

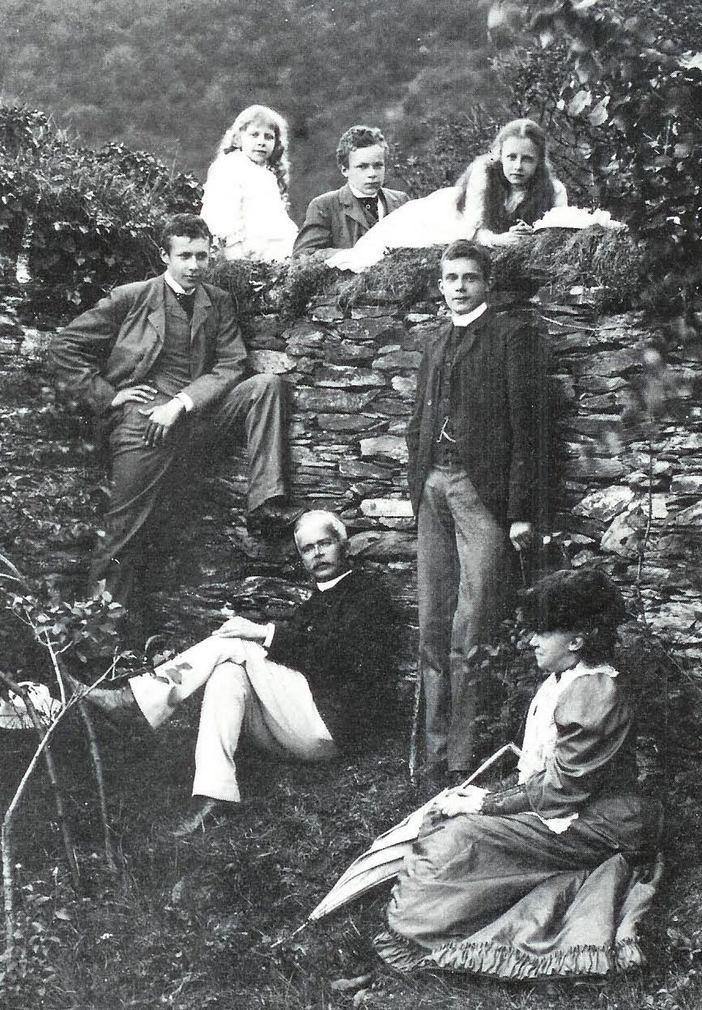
Guglielmo Federico con i genitori i fratelli e le sorelle

Guglielmo Federico nacque a Neuwied nel Regno di Prussia, primogenito di Guglielmo, Principe di Wied (1845–1907), (figlio di Ermanno, Principe di Wied e della Principessa Maria di Nassau) e di sua moglie, la Principessa Maria dei Paesi Bassi (1841–1910), (figlia del Principe Federico dei Paesi Bassi e di sua moglie la Principessa Luisa di Prussia). Attraverso suo padre era discendente di Giorgio II di Gran Bretagna. I suoi bisnonni furono, Guglielmo I dei Paesi Bassi e Federico Guglielmo III di Prussia. Era nipote della Regina Elisabetta di Romania.

## Matrimonio
Guglielmo Federico sposò il 29 ottobre 1898 a Stoccarda la principessa Paolina di Württemberg (1877-1965), unica figlia di re Guglielmo II di Württemberg e della sua prima moglie, la principessa Maria di Waldeck e Pyrmont, figlia di Giorgio Vittorio, principe di Waldeck e Pyrmont. Ebbero due figli:
- Ermanno, principe ereditario di Wied (18 agosto 1899 - 5 novembre 1941); sposò la contessa Maria Antonia di Stolberg-Wernigerode ed ebbero figli, tra cui Federico Guglielmo, principe di Wied.
- Dietrich, principe di Wied (30 ottobre 1901 - 8 giugno 1976); sposò la contessa Antoinette Julia Grote ed ebbero figli.

## Principe di Wied
Guglielmo Federico ereditò il titolo di Principe di Wied, dopo la morte di suo padre nel 1907. Dopo la rivoluzione tedesca in 1919 nel 1919, tutti titoli nobiliari furono aboliti. Divenne il Principe titolare, o Fürst, fino alla sua morte nel 1945, titolo venne ereditato dal nipote quattordicenne, Federico Guglielmo (1931-2000), figlio Ermanno che morì a causa delle ferite ricevute in azione durante la seconda guerra mondiale a Rzeszów in Polonia.

## Titoli e trattamento
- 27 giugno 1872 – 22 ottobre 1907: Sua Altezza Serenissima Il Principe Ereditario di Wied
- 22 ottobre 1907 – 18 giugno 1945: Sua Altezza Serenissima Il Principe di Wied

## Ascendenza
|                                      |                             |                                               | Genitori                                           |  |  | Nonni |  |  | Bisnonni                                 |  |  | Trisnonni                                |  |
|                                      |                             |                                               |                                                    |  |  |       |  |  | Giovanni Augusto Carlo, Principe di Wied |  |  | Federico Carlo, Principe di Wied-Neuwied |  |
|                                      |                             |                                               |                                                    |  |  |       |  |  | Giovanni Augusto Carlo, Principe di Wied |  |  | Federico Carlo, Principe di Wied-Neuwied |  |
|                                      |                             | Contessa Maria di Sayn-Wittgenstein-Berleburg |                                                    |  |  |       |  |  | Giovanni Augusto Carlo, Principe di Wied |  |  |                                          |  |
| Ermanno, Principe di Wied            |                             |                                               |                                                    |  |  |       |  |  | Giovanni Augusto Carlo, Principe di Wied |  |  |                                          |  |
|                                      |                             | Principessa Sofia Augusta di Solms-Braunfels  | Guglielmo, Principe di Solms-Braunfels             |  |  |       |  |  |                                          |  |  |                                          |  |
|                                      |                             | Principessa Sofia Augusta di Solms-Braunfels  | Guglielmo, Principe di Solms-Braunfels             |  |  |       |  |  |                                          |  |  |                                          |  |
|                                      |                             | Principessa Sofia Augusta di Solms-Braunfels  | Contessa Augusta Francesca di Salm-Grumbach        |  |  |       |  |  |                                          |  |  |                                          |  |
| Guglielmo, Principe di Wied          |                             | Principessa Sofia Augusta di Solms-Braunfels  |                                                    |  |  |       |  |  |                                          |  |  |                                          |  |
|                                      |                             | Guglielmo, Duca di Nassau                     | Federico Guglielmo, Principe di Nassau-Weilburg    |  |  |       |  |  |                                          |  |  |                                          |  |
|                                      |                             | Guglielmo, Duca di Nassau                     | Federico Guglielmo, Principe di Nassau-Weilburg    |  |  |       |  |  |                                          |  |  |                                          |  |
|                                      |                             | Guglielmo, Duca di Nassau                     | Burgravia Luisa Isabella di Kirchberg              |  |  |       |  |  |                                          |  |  |                                          |  |
| Principessa Maria di Nassau          |                             | Guglielmo, Duca di Nassau                     |                                                    |  |  |       |  |  |                                          |  |  |                                          |  |
|                                      |                             | Principessa Luisa di Sassonia-Hildburghausen  | Federico, Duca di Sassonia-Altenburg               |  |  |       |  |  |                                          |  |  |                                          |  |
|                                      |                             | Principessa Luisa di Sassonia-Hildburghausen  | Federico, Duca di Sassonia-Altenburg               |  |  |       |  |  |                                          |  |  |                                          |  |
|                                      |                             | Principessa Luisa di Sassonia-Hildburghausen  | Duchessa Carlotta Giorgina di Meclemburgo-Strelitz |  |  |       |  |  |                                          |  |  |                                          |  |
| Guglielmo Federico, Principe di Wied |                             | Principessa Luisa di Sassonia-Hildburghausen  |                                                    |  |  |       |  |  |                                          |  |  |                                          |  |
|                                      | Guglielmo I dei Paesi Bassi | Guglielmo V, Principe di Orange               |                                                    |  |  |       |  |  |                                          |  |  |                                          |  |
|                                      | Guglielmo I dei Paesi Bassi | Guglielmo V, Principe di Orange               |                                                    |  |  |       |  |  |                                          |  |  |                                          |  |
|                                      | Guglielmo I dei Paesi Bassi | Principessa Guglielmina di Prussia            |                                                    |  |  |       |  |  |                                          |  |  |                                          |  |
| Principe Federico dei Paesi Bassi    | Guglielmo I dei Paesi Bassi |                                               |                                                    |  |  |       |  |  |                                          |  |  |                                          |  |
|                                      |                             | Principessa Guglielmina di Prussia            | Federico Guglielmo II di Prussia                   |  |  |       |  |  |                                          |  |  |                                          |  |
|                                      |                             | Principessa Guglielmina di Prussia            | Federico Guglielmo II di Prussia                   |  |  |       |  |  |                                          |  |  |                                          |  |
|                                      |                             | Principessa Guglielmina di Prussia            | Langravia Federica Luisa d'Assia-Darmstadt         |  |  |       |  |  |                                          |  |  |                                          |  |
| Principessa Maria dei Paesi Bassi    |                             | Principessa Guglielmina di Prussia            |                                                    |  |  |       |  |  |                                          |  |  |                                          |  |
|                                      |                             | Federico Guglielmo III di Prussia             | Federico Guglielmo II di Prussia                   |  |  |       |  |  |                                          |  |  |                                          |  |
|                                      |                             | Federico Guglielmo III di Prussia             | Federico Guglielmo II di Prussia                   |  |  |       |  |  |                                          |  |  |                                          |  |
|                                      |                             | Federico Guglielmo III di Prussia             | Langravia Federica Luisa d'Assia-Darmstadt         |  |  |       |  |  |                                          |  |  |                                          |  |
| Principessa Luisa di Prussia         |                             | Federico Guglielmo III di Prussia             |                                                    |  |  |       |  |  |                                          |  |  |                                          |  |
|                                      |                             | Duchessa Luisa di Meclemburgo-Strelitz        | Carlo II, Granduca di Meclemburgo-Strelitz         |  |  |       |  |  |                                          |  |  |                                          |  |
|                                      |                             | Duchessa Luisa di Meclemburgo-Strelitz        | Carlo II, Granduca di Meclemburgo-Strelitz         |  |  |       |  |  |                                          |  |  |                                          |  |
|                                      |                             | Duchessa Luisa di Meclemburgo-Strelitz        | Langravia Federica d'Assia-Darmstadt               |  |  |       |  |  |                                          |  |  |                                          |  |
|                                      |                             | Duchessa Luisa di Meclemburgo-Strelitz        |                                                    |  |  |       |  |  |                                          |  |  |                                          |  |